# Populus baileyana
Populus baileyana är en videväxtart som beskrevs av Henry. Populus baileyana ingår i släktet popplar, och familjen videväxter. Inga underarter finns listade i Catalogue of Life.